# Blue Springs (Mississippi)
Blue Springs est un village du comté d'Union, Mississippi, aux États-Unis.
Situé près de Tupelo dans le nord-est du Mississippi, le village avait une population de 144 habitants au recensement de 2000. 
Toyota Motor Manufacturing Mississippi y a implanté sa huitième usine d'assemblage de véhicules en Amérique du Nord.

## Histoire
Blue Springs a été créée en 1888 en tant qu'arrêt le long de la voie de chemin de fer Kansas City, Memphis and Birmingham Railroad. 
Beaucoup des premiers résidents venaient de la plus ancienne communauté voisine d'Ellistown qui avait été contournée par le chemin de fer.

## Géographie
Blue Springs est située à 34° 24′ 11″ N, 88° 52′ 22″ O.
Le village s'étire le long de la Mississippi Highway 9, au  nord-ouest de Tupelo.  La ville de Sherman se trouve juste au sud-ouest. L'Interstate 22 et la Mississippi Highway 178 passent au sud-ouest de Blue Springs, reliant le secteur avec Tupelo au sud-est et New Albany au nord-est.
D'après l'United States Census Bureau, le village couvre une superficie totale de 2,6 km2.

## Démographie
D'après le recensement de l'an 2000, le village comptait 144 habitants, 53 ménages et 34 familles. La densité de population était de 139,8 habitants par mile carré (54,0/km²). Il y avait 56 unités de logement à une densité moyenne de 54,4 par mile carré (21,0/km²). La composition raciale du village était de 93,06% de blancs, 6,25% d'afro-américains et 0,69% d'amérindiens . Les hispaniques ou latins de n'importe quelle race représentaient 2,08% de la population.
Le revenu médian pour une maison dans le village était de 41.250 $ et le revenu médian pour une famille était de 52.188 $. Les hommes avaient un revenu médian de 30 938 $ contre 26 000 $ pour les femmes. Le revenu par habitant du village était de 16 257 $. Il n'y avait aucune des familles et 4,0% de la population vivant en dessous du seuil de pauvreté, dont aucun des moins de 18 ans et 33,3% des plus de 64 ans.

## Économie
Toyota Motor Manufacturing Mississippi y a implanté sa huitième usine d'assemblage de véhicules en Amérique du Nord.
L'usine devait produire la Prius, véhicule hybride, à partir de 2010.
L'inauguration des travaux a eu lieu le 18 avril 2007. Après l'effondrement de l'économie, la construction de la nouvelle usine a été suspendue. La construction de l'usine a repris en juin 2010, avec la promesse de 2 000 emplois pour la zone économiquement touchée.
En raison de la baisse des prix du gaz, la Toyota Prius n'y sera plus produite mais plutôt la Toyota Corolla qui était précédemment produite à la NUMMI de Fremont (Californie).

## Enseignement
Le village de Blue Springs est géré par l'Union County School District.